# 2560 Siegma
2560 Siegma eller 1932 CW är en asteroid i huvudbältet som upptäcktes den 14 februari 1932 av den tyske astronomen Karl Wilhelm Reinmuth i Heidelberg. Den har fått sitt namn efter Siegfried A. Marx.
Asteroiden har en diameter på ungefär 17 kilometer och den tillhör asteroidgruppen Padua.